# Сосново (Челябинская область)
Сосново — деревня в Красноармейском районе Челябинской области России. Входит в состав Алабугского сельского поселения.

## География
Деревня находится на северо-востоке Челябинской области, в лесостепной зоне, между озёрами Сосновым и Ефимковым, на расстоянии 34 километров (по прямой) к северо-востоку от села Миасского, административного центра района. Абсолютная высота 182 метра над уровнем моря.

## Население
| 2002 | 2010 |
| ---- | ---- |
| 67   | ↘49  |

Гендерный состав
По данным Всероссийской переписи населения 2010 года в гендерной структуре населения мужчины составляли 63,3 %, женщины — 56,7 %.
Национальный состав
Согласно результатам переписи 2002 года, в национальной структуре населения русские составляли 90 %.

## Улицы
Уличная сеть деревни состоит из трёх улиц.